# گلیبورنورید
گلیبورنورید (به انگلیسی: Glibornuride) با فرمول شیمیایی C۱۸H۲۶N۲O۴S یک ترکیب شیمیایی با شناسه پاب‌کم ۳۳۶۴۹ است. که جرم مولی آن ۳۶۶٫۴۸ g/mol می‌باشد. 